# Javier Santacreu i Cabrera
Javier Santacreu i Cabrera (Benissa, 1965) és un compositor i director valencià. Va estudiar composició amb l'alcoià Xavier Darias i Payà. És membre de l'Escola de Composició i Creació d'Alcoi. Va quedar finalista en les edicions 1990, 1993 i 1995 dels Premis de Composició de la SGAE i va guanyar el Premi de Composició AEOS-Fundación BBVA 2009 per De la belleza inhabitada; el títol fa referència al poema El joven marino de Luis Cernuda.

## Premis
- Premi "Reina Sofía de Composició per a Orquestra", de la Fundació Ferrer Salat, l'any 1998, amb l'obra Oniris (Música del Somni)[2]
- Premi de l'Associació Espanyola d'Orquestres Simfòniques AEOS, en la V edició, 2009[3][4]
- Premi de Composició Musical en la VI Edició dels Premis a la Creació Artística de la Universitat de Saragossa 2010.[5]